# Get the Cat
Get the Cat ist eine Bluesband aus dem Großraum Köln/Bergisches Land, die 1997 unter dem Namen Dog Party Blues Band gegründet wurde.

## Geschichte
2008 erfolgte nach einem Besetzungswechsel am Schlagzeug die Gründung als Get the Cat. Zum Line-up des Quartetts gehörten bis Mai 2014 neben Bandgründer Roemer die Sängerin Astrid Barth, Schlagzeuger Ralph Schläger sowie der Bassist und Songschreiber Till Brandt.
Seit 2014 spielt die Band in neuer Besetzung aus Melanie Bartsch, Jens Filser, Till Brandt und Bernd Oppel. Anfang 2016 legte das Quartett das Studioalbum Four vor. Im November 2018 erschien die CD The Way To My Heart auf dem Osnabrücker Label Timezone.
Neben Blues finden sich auch Anteile aus anderen Genres in den Songs der Band. Dazu sagte Brandt in einem Interview mit dem Musikmagazin bluesnews im Februar 2010: „… im Laufe meines musikalischen Werdegangs habe ich natürlich stilistisch auch rechts und links des Weges so einiges eingesammelt, Jazz zum Beispiel, aber auch Funk, Soul, Rock … Wichtig ist mir aber vor allem, dass sich unsere Musik nicht in Genre-Klischees verliert, sondern wir unser eigenes Ding machen, etwas Neues auf die Beine stellen.“

## Diskografie

### CDs alsDog Party Blues Band
- 2001: Live im Topos
- 2003: Walk the Dog
- 2005: I Just Wanna Dance

### CDs alsGet the Cat
- 2007: Get the Cat
- 2010: I Sing You the Blues
- 2011: She Knows Them All
- 2016: Four
- 2018: The Way to My Heart

### DVD
- 2009: Sensenhammer ‘09